# Aulnat
Aulnat est une commune française, située dans le département du Puy-de-Dôme en région Auvergne-Rhône-Alpes. Elle dépend de Clermont Auvergne Métropole. Elle fait partie de l'aire d'attraction de Clermont-Ferrand et l'aéroport de Clermont-Ferrand-Auvergne est situé sur son territoire.
C'est une commune de 4 127 habitants, située à l'entrée Est de Clermont-Ferrand, presque intégrée à la capitale auvergnate. Créée par une ordonnance royale en date du 11 novembre 1839, elle a été démembrée de la commune de Malintrat. Son nom vient des aulnes qui poussaient en abondance le long de l'Artière.
Aulnat s'illustre par un passé où les activités étaient tournées vers la terre avec des cultures diverses telles que les céréales, les pommes de terre ou encore les betteraves sucrières. La commune a évolué au même rythme que l'agglomération et s'est progressivement urbanisée.

## Géographie

### Localisation
La ville se situe au centre du département du Puy-de-Dôme, dans la plaine de la Limagne, à l'est de la banlieue de Clermont-Ferrand, où se trouve l'aéroport de Clermont-Ferrand-Auvergne.
Les communes limitrophes sont Clermont-Ferrand, Lempdes, Malintrat et Pont-du-Château.
| Gerzat           |        | Malintrat       |
| Clermont-Ferrand | Aulnat | Pont-du-Château |
|                  |        | Lempdes         |

### Hydrographie
La commune est traversée par l'Artière, rivière canalisée depuis 1981 à la suite d'un orage ayant frappé la commune en 1979, ainsi que par le ruisseau des Guelles, appelé aussi ruisseau des Ronzières, prenant sa source à l'est de Clermont-Ferrand près de la route départementale 770 et se jetant dans le Bédat près d'Épinet (commune de Saint-Beauzire), à la limite avec Chappes.

### Climat
Pour des articles plus généraux, voir Climat d'Auvergne-Rhône-Alpes et Climat du Puy-de-Dôme.
En 2010, le climat de la commune est de type climat océanique dégradé des plaines du Centre et du Nord, selon une étude du Centre national de la recherche scientifique s'appuyant sur une série de données couvrant la période 1971-2000. En 2020, Météo-France publie une typologie des climats de la France métropolitaine dans laquelle la commune est exposée à un climat de montagne ou de marges de montagne et est dans la région climatique Nord-est du Massif Central, caractérisée par une pluviométrie annuelle de 800 à 1 200 mm, bien répartie dans l’année.
Pour la période 1971-2000, la température annuelle moyenne est de 11,1 °C, avec une amplitude thermique annuelle de 16,1 °C. Le cumul annuel moyen de précipitations est de 538 mm, avec 7,5 jours de précipitations en janvier et 6,7 jours en juillet. Pour la période 1991-2020, la température moyenne annuelle observée sur la station météorologique de Météo-France la plus proche, « Clermont-Ferrand », sur la commune de Clermont-Ferrand à 7 km à vol d'oiseau, est de 12,1 °C et le cumul annuel moyen de précipitations est de 563,4 mm,. Pour l'avenir, les paramètres climatiques de la commune estimés pour 2050 selon différents scénarios d'émission de gaz à effet de serre sont consultables sur un site dédié publié par Météo-France en novembre 2022.

## Urbanisme

### Typologie
Au 1er janvier 2024, Aulnat est catégorisée ceinture urbaine, selon la nouvelle grille communale de densité à sept niveaux définie par l'Insee en 2022.
Elle appartient à l'unité urbaine de Clermont-Ferrand, une agglomération intra-départementale regroupant 17  communes, dont elle est une commune de la banlieue,,. Par ailleurs la commune fait partie de l'aire d'attraction de Clermont-Ferrand, dont elle est une commune de la couronne,. Cette aire, qui regroupe 209 communes, est catégorisée dans les aires de 200 000 à moins de 700 000 habitants,.

### Occupation des sols
L'occupation des sols de la commune, telle qu'elle ressort de la base de données européenne d’occupation biophysique des sols Corine Land Cover (CLC), est marquée par l'importance des territoires artificialisés (71,2 % en 2018), en augmentation par rapport à 1990 (69,1 %). La répartition détaillée en 2018 est la suivante : zones industrielles ou commerciales et réseaux de communication (41,4 %), zones urbanisées (29,8 %), terres arables (28,8 %). L'évolution de l’occupation des sols de la commune et de ses infrastructures peut être observée sur les différentes représentations cartographiques du territoire : la carte de Cassini (XVIIIe siècle), la carte d'état-major (1820-1866) et les cartes ou photos aériennes de l'IGN pour la période actuelle (1950 à aujourd'hui).

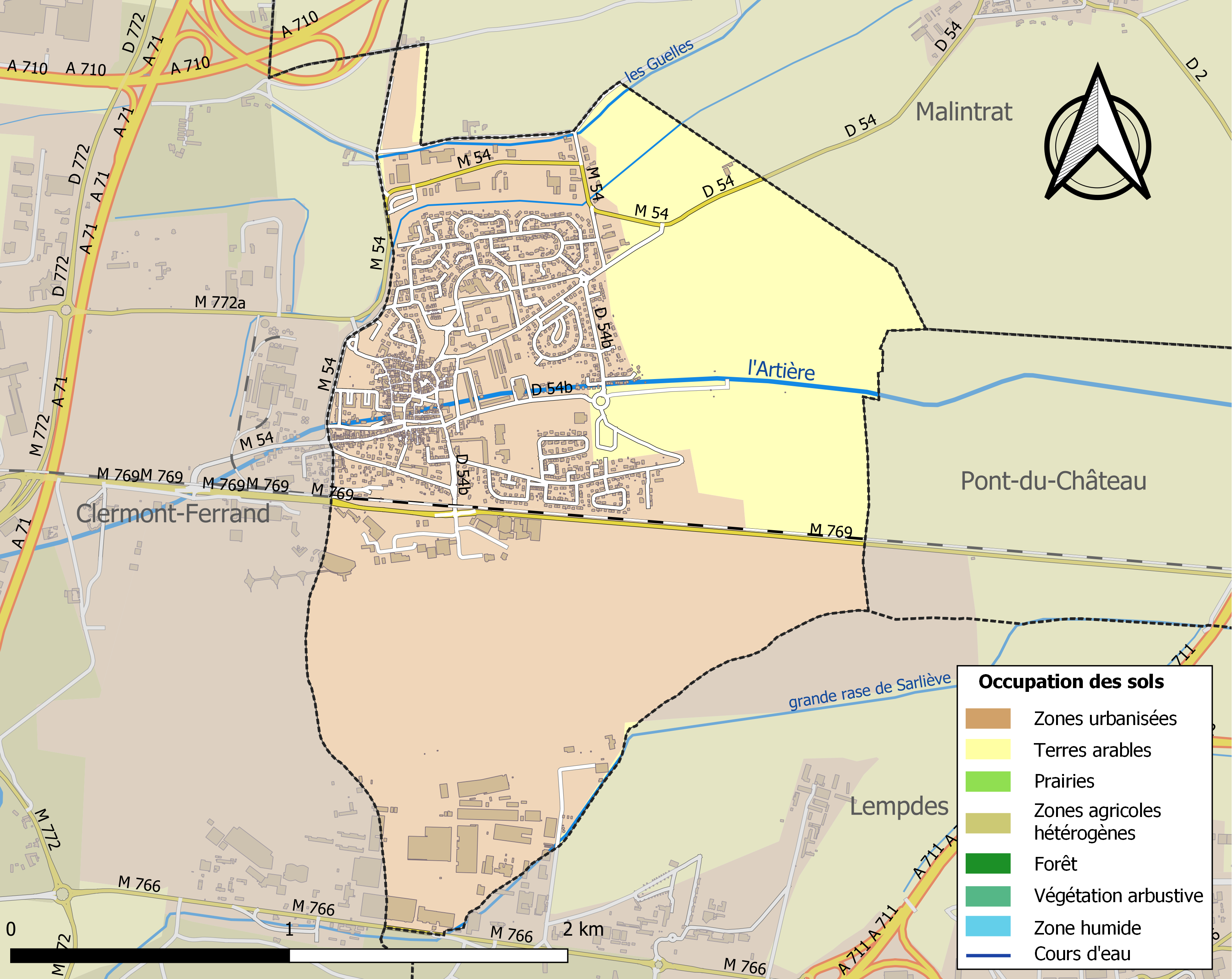
Carte des infrastructures et de l'occupation des sols de la commune en 2018 (CLC).

### Morphologie urbaine et quartiers
- Pacheroux : C'est le plus grand quartier pavillonnaire de la ville.
- Les Chapelles : Zone d'habitations regroupant plusieurs immeubles de type HLM. C'est d'ailleurs la principale zone HLM de la ville.
- Le Breuil et Grenouillet : Ils font face au quartier des Chapelles, de plus petite taille ils sont eux aussi uniquement composés de logements de type HLM.
- Village : Bourg de la ville traversé en souterrain par l'Artière.
- Le Fleury : Quartier pavillonnaire relativement récent.

### Logement
En 2013, la commune comptait 1 929 logements, contre 1 913 en 2008. Parmi ces logements, 92,5 % étaient des résidences principales, 0,3 % des résidences secondaires et 7,2 % des logements vacants. Ces logements étaient pour 58,4 % d'entre eux des maisons individuelles et pour 41,4 % des appartements.
La proportion des résidences principales, propriétés de leurs occupants était de 52,8 %, en hausse sensible par rapport à 2008 (52,3 %). La part de logements HLM loués vides était de 34,9 % (contre 35,1 %).

### Projets d'aménagement
La commune a projeté de construire sur le site des Chapelles, au cœur de la ville.

### Voies de communication et transports

#### Transports routiers
Aulnat bénéficie de deux accès autoroutiers, à l'ouest par l'A71 et la sortie 16, et à l'est par l'A711 (sortie 1.4 donnant sur l'A712).
Le territoire communal est traversé par la route métropolitaine (RM) 769, axe reliant Clermont-Ferrand à Lempdes et à l'est de l'agglomération, desservant l'aéroport. La RM 54 contourne le centre-ville par l'ouest et le nord puis continue vers Malintrat au nord-est. Une antenne, la RM 54b, traverse notamment la rue Curie et les avenues Pierre-de-Coubertin et Saint-Exupéry. Les RM 770 et 772a s'arrêtent aux portes de la commune à l'ouest.

#### Transport ferroviaire
Mise en service le 11 décembre 2011, la halte d'Aulnat-Aéroport, sur la ligne de Clermont-Ferrand à Saint-Just-sur-Loire, est desservie par des trains TER Auvergne-Rhône-Alpes de la relation Clermont-Ferrand – Thiers.

#### Transport en commun
Aulnat est desservie par deux lignes du réseau T2C, lesquelles partagent un terminus commun, Aulnat Saint-Exupéry.
La ligne 10, depuis Durtol, dessert la mairie, tandis que la ligne 20, en provenance de Gerzat, dessert aussi l'aéroport.
À partir de la fin 2025, la ligne B, assurée avec des véhicules de type tram-bus, aura son terminus à Aulnat et desservira la halte ferroviaire. Des travaux d'aménagement du terminus sont en cours jusqu'à l'automne.

### Risques naturels et technologiques
La commune est soumise à six risques naturels et un risque technologique. Elle a élaboré un DICRIM.

#### Risques naturels
La commune est concernée par le risque d'inondation, par crue torrentielle ou à montée rapide de cours d'eau, du fait de son exposition « par les crues de l'Artière et les ruissellements urbains ». Des travaux ont été entrepris dès le début des années 2000 pour prévenir les risques d'inondation. Un plan de prévention du risque inondation concernant la rivière Allier a été prescrit le 27 décembre 1999 et approuvé le 6 mars 2002,. Aulnat fait partie du territoire à risque important d'inondation CLERMONT-FERRAND – RIOM, approuvé le 26 novembre 2012.
Le risque sismique touche également la commune. Dans l'ancienne classification des zones sismiques, Aulnat était classée au niveau I B, c'est-à-dire correspondant à la zone de sismicité faible. La nouvelle classification entrée en vigueur en 2011 classe Aulnat dans la zone de sismicité modérée (niveau 3),.
Les autres risques connus sont le mouvement de terrain par tassements différentiels, le feu de forêt, le retrait gonflement des argiles et le radon.

#### Risques technologiques
Le DDRM ne mentionne pas de risques technologiques dans la commune, malgré l'existence d'une voie ferrée. Le DICRIM mentionne toutefois que la route départementale 769, l'axe le plus fréquenté de la commune, est concernée par le risque « transports de matières dangereuses ».

## Toponymie
Le nom Aulnat vient de l'ancien occitan Alnag, forme mentionnée plusieurs fois au Moyen Âge.

## Histoire
Un cimetière médiéval et moderne, en fonction du XIe siècle au XVIIe siècle, découvert à l'occasion d'une fouille préventive de l'Inrap en 2021-2022, et distant de 300 m de l'église paroissiale, interpelle par sa distance au lieu de culte, par la densité de 668 inhumations dans une emprise restreinte de 300 m2, et par le nombre d'inhumés qui dépasse de beaucoup les 57 feux connus pour le village d'Aulnat au milieu du XIVe siècle,.
La commune a été victime des deux guerres 1914-1918 et 1939-1945, et a été particulièrement marquée par le bombardement d'avril 1944. L'armée allemande s'étant installée dans les locaux de l'AIA (Ateliers Industriels Aéronautiques), les alliés en ont fait une cible privilégiée pour leurs bombardements. Après la réussite d'un premier raid nocturne qui a fait fuir les Allemands, un second fut entrepris le 30 avril 1944 au matin. Mais le manque de précision a eu pour conséquence un lâcher de plusieurs bombes sur Aulnat. On dénombrera sept victimes et une dizaine de blessés. Les dégâts sont considérables : de très nombreux bâtiments ont été violemment touchés.
Du fait de la proximité de l'aéroport, d'une station d'épuration et d'une usine de transformation de betteraves sucrières et de l'existence d'une zone à risque de crues centennales, réduisant l'espace disponible, la commune a perdu beaucoup d'habitants depuis 1992. Entre 2007 et 2012, Aulnat a perdu 327 habitants, dévalorisant son image.

## Politique et administration

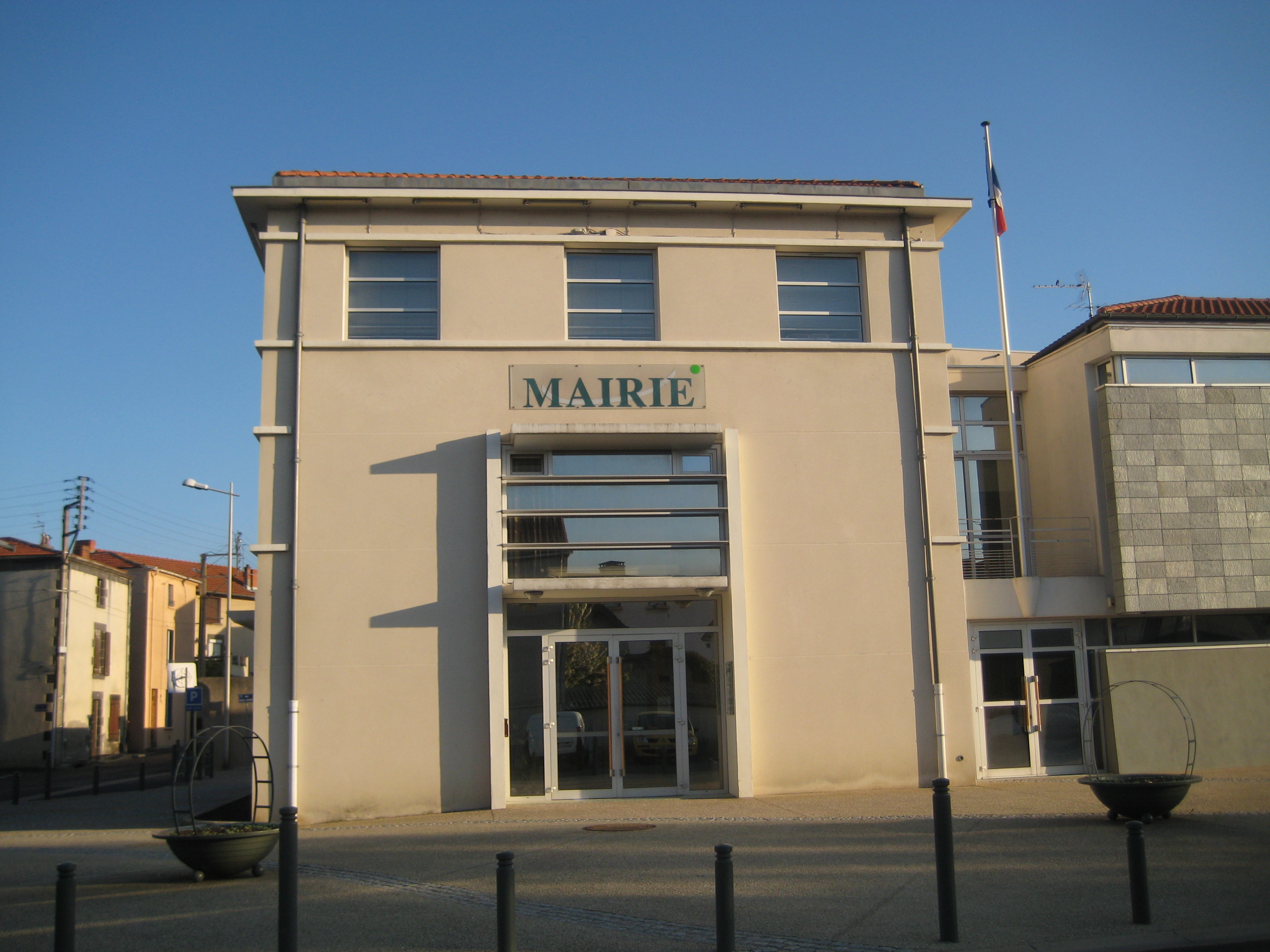
Mairie d'Aulnat.

### Découpage territorial
La commune d'Aulnat est membre de Clermont Auvergne Métropole, un établissement public de coopération intercommunale (EPCI) à fiscalité propre créé le 24 décembre 1999 (en tant que communauté d'agglomération) dont le siège est à Clermont-Ferrand. Ce dernier est par ailleurs membre d'autres groupements intercommunaux.
Sur le plan administratif, elle est rattachée à l'arrondissement de Clermont-Ferrand, à la circonscription administrative de l'État du Puy-de-Dôme et à la région Auvergne-Rhône-Alpes. À sa création, elle dépendait du canton de Clermont-Ferrand-Est. En 1982, un décret modifie les cantons autour de Clermont-Ferrand ; Aulnat est rattachée au canton de Gerzat. Le redécoupage cantonal de 2014 n'affecte pas la commune, qui reste dans le canton de Gerzat.

### Élections municipales et communautaires

#### Élections de 2020
Le conseil municipal d'Aulnat, commune de plus de 1 000 habitants, est élu au scrutin proportionnel de liste à deux tours (sans aucune modification possible de la liste), pour un mandat de six ans renouvelable. Compte tenu de la population communale, le nombre de sièges à pourvoir lors des élections municipales de 2020 est de 27. Les vingt-sept conseillers municipaux sont élus au premier tour, le 15 mars 2020, avec un taux de participation de 29,52 %. Deux sièges sont attribués à la commune au sein du conseil métropolitain de Clermont Auvergne Métropole.
Le conseil municipal, élu en 2020, a désigné huit adjoints et dix-huit conseillers (dont onze conseillers délégués).

#### Liste des maires
| Période                                  | Période                 | Identité          | Étiquette | Qualité |
| ---------------------------------------- | ----------------------- | ----------------- | --------- | --- |
| Les données manquantes sont à compléter. |                         |                   |           | |
| 1830                                     | 30 janvier 1858 (décès) | Gabriel Fournier  |           | |
| 30 janvier 1858                          | 2 juillet 1880 (décès)  | Joseph Fournier   |           | fils du précédent |
| janvier 1881                             | mai 1884                | Aubert Chassagne  |           | du 02 juillet 1880 à son élection, adjoint faisant office de Maire |
| mai 1884                                 | mai 1888                | Michel Peghoux    |           | |
| mai 1888                                 | octobre 1889            | Joseph Goy        |           | |
| novembre 1889                            | aout 1892               | Jean Gay          |           | |
| aout 1892                                |                         | Claude Félix      |           | |
|                                          |                         |                   |           | |
| mai 1945                                 | mars 1965               | François Beytout  |           | |
| mars 1965                                | mars 1971               | Élie Débiton      |           | |
| mars 1971                                | mai 1973                | François Beytout  |           | second mandat |
| mai 1973                                 | mars 1989               | Maurice Stanislas |           | Une élection partielle est organisée en 1990 |
| mars 1989                                | novembre 1993           | Gérard Tiolet     |           | |
| novembre 1993                            | mai 2020                | Didier Laville    | PS        | Chef pompier à l'AIA 7e vice-président de Clermont Auvergne Métropole chargé de l'assainissement                                                                             |
| mai 2020                                 | En cours                | Christine Mandon  | DVG       | 3e vice-présidente de Clermont Auvergne Métropole chargée de l'urbanisme, de la planification urbaine, de la stratégie foncière et des grands projets métropolitains urbains |

### Autres élections
À l'élection présidentielle de 2012, François Hollande a recueilli plus de deux tiers des suffrages exprimés ; le taux de participation s'élève à 81,50 %.
Aux élections législatives de 2012, la candidate Odile Saugues a recueilli 73,07 % des suffrages exprimés. Celle-ci est élue députée de la première circonscription du Puy-de-Dôme. Le taux de participation s'élève à 52,34 %.
Aux élections municipales de 2014, le maire sortant Didier Laville était le seul à s'être représenté ; il a donc été élu au premier tour, avec 1 191 voix. Le taux de participation s'élève à 51,68 %, soit 1 488 votants sur 2 879 inscrits.
Aux élections européennes de 2014, la liste FN est arrivée en tête avec 25,30 % des suffrages exprimés, suivie par la liste Union de la gauche (21,25 %) et la liste UMP (16,28 %). Le taux de participation est seulement de 41,57 %, soit 1 174 votants sur 2 824 inscrits.
Aux élections départementales de 2015, dans le canton de Gerzat, le binôme Serge Pichot – Émilie Vallée, élu dans le canton, a recueilli 63,27 % des suffrages exprimés. Le taux de participation s'élève seulement à 45,62 %.

## Équipements et services publics

### Environnement, eau et déchets
Aulnat dispose d'un agenda 21. Face à la décroissance démographique de la ville en raison « du non-renouvellement des foyers, du vieillissement de la population, de la fermeture des classes scolaires et du dynamisme moindre », la commune s'engage à « retrouver une population proche des 5 000 habitants ».
La ville procède également à l'extinction de l'éclairage public la nuit, entre 23 heures et 4 heures (entre 1 heure et 5 heures les vendredis et samedis), ce qui a contribué à une baisse de consommation de 42 % entre 2011 et 2013, ainsi qu'une économie de 13 000 € pour l'année 2013.
Elle a également arrêté l'utilisation de pesticides et procède aussi à l'entretien différencié des espaces verts depuis 2013.
La collecte des déchets est assurée par la métropole.

### Enseignement

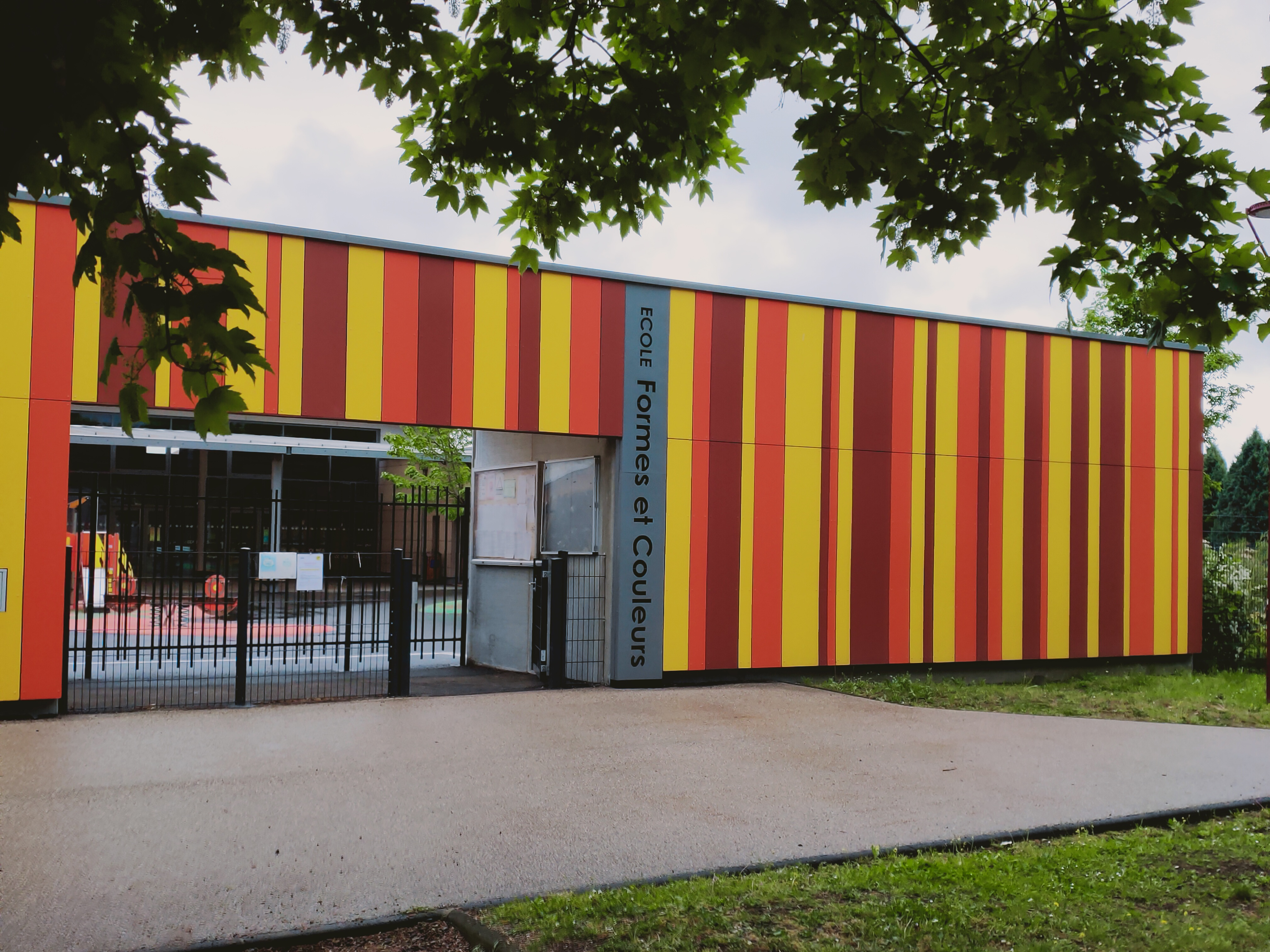
Nouvelle école maternelle Formes et Couleurs

Aulnat relève de l'académie de Clermont-Ferrand. Elle gère une école maternelle publique Formes et couleurs, ainsi que l'école élémentaire publique François-Beytout.
Les élèves sont scolarisés au collège Antoine de Saint-Exupéry à Lempdes, puis à Clermont-Ferrand, au lycée Ambroise-Brugière pour les filières générales et STMG ou aux lycées Lafayette ou Roger-Claustres pour la filière STI2D.

### Justice
Aulnat dépend de la cour administrative d'appel de Lyon, de la cour d'appel de Riom et des tribunaux administratif, judiciaire et de commerce de Clermont-Ferrand.

## Population et société

### Démographie
Les habitants de la commune sont appelés les Aulnatois et les Aulnatoises.

#### Évolution démographique
L'évolution du nombre d'habitants est connue à travers les recensements de la population effectués dans la commune depuis 1841. Pour les communes de moins de 10 000 habitants, une enquête de recensement portant sur toute la population est réalisée tous les cinq ans, les populations de référence des années intermédiaires étant quant à elles estimées par interpolation ou extrapolation. Pour la commune, le premier recensement exhaustif entrant dans le cadre du nouveau dispositif a été réalisé en 2007.

En 2022, la commune comptait 4 127 habitants, en évolution de +2,48 % par rapport à 2016 (Puy-de-Dôme : +2,1 %, France hors Mayotte : +2,11 %).
| 1841 | 1846 | 1851 | 1856  | 1861  | 1866  | 1872  | 1876  | 1881  |
| ---- | ---- | ---- | ----- | ----- | ----- | ----- | ----- | ----- |
| 903  | 950  | 924  | 1 471 | 1 403 | 1 361 | 1 338 | 1 209 | 1 231 |

| 1886  | 1891  | 1896  | 1901  | 1906  | 1911  | 1921  | 1926  | 1931  |
| ----- | ----- | ----- | ----- | ----- | ----- | ----- | ----- | ----- |
| 1 183 | 1 224 | 1 203 | 1 244 | 1 052 | 1 079 | 1 146 | 1 160 | 1 171 |

| 1936  | 1946  | 1954  | 1962  | 1968  | 1975  | 1982  | 1990  | 1999  |
| ----- | ----- | ----- | ----- | ----- | ----- | ----- | ----- | ----- |
| 1 111 | 1 132 | 1 378 | 2 059 | 2 978 | 4 936 | 4 720 | 4 944 | 4 488 |

| 2006  | 2007  | 2012  | 2017  | 2022  | - | - | - | - |
| ----- | ----- | ----- | ----- | ----- | - | - | - | - |
| 4 331 | 4 308 | 3 981 | 4 046 | 4 127 | - | - | - | - |

#### Pyramide des âges
En 2018, le taux de personnes d'un âge inférieur à 30 ans s'élève à 32,1 %, soit en dessous de la moyenne départementale (34,2 %). À l'inverse, le taux de personnes d'âge supérieur à 60 ans est de 29,3 % la même année, alors qu'il est de 27,9 % au niveau départemental.
En 2018, la commune comptait 1 937 hommes pour 2 136 femmes, soit un taux de 52,44 % de femmes, légèrement supérieur au taux départemental (51,59 %).
Les pyramides des âges de la commune et du département s'établissent comme suit.
| Hommes | Classe d’âge | Femmes |
| ------ | ------------ | ------ |
| 0,5    | 90 ou +      | 1,8    |
| 9,0    | 75-89 ans    | 12,4   |
| 16,6   | 60-74 ans    | 18,0   |
| 21,0   | 45-59 ans    | 21,0   |
| 18,4   | 30-44 ans    | 17,1   |
| 17,7   | 15-29 ans    | 14,8   |
| 16,8   | 0-14 ans     | 15,0   |

| Hommes | Classe d’âge | Femmes |
| ------ | ------------ | ------ |
| 0,7    | 90 ou +      | 2,1    |
| 7,4    | 75-89 ans    | 10,2   |
| 17,7   | 60-74 ans    | 18,6   |
| 20,2   | 45-59 ans    | 19,2   |
| 18,4   | 30-44 ans    | 17,4   |
| 18,6   | 15-29 ans    | 17,2   |
| 17     | 0-14 ans     | 15,3   |

### Manifestations culturelles et festivités
- Course à pied « Ronde des aulnes », en mars[AUL 7].

### Sports
La ville dispose d'un complexe sportif (Pierre-Ducourtial) avec un gymnase, des terrains de football et de tennis de table.

## Économie
Aulnat est le siège de la chambre régionale de commerce et d'industrie Auvergne, sur le site de l'aéroport.

### Revenus de la population et fiscalité
En 2011, le revenu fiscal médian par ménage s'élevait à 25 227 €, ce qui plaçait Aulnat au 24 482e rang des communes de plus de quarante-neuf ménages en métropole.

### Emploi
En 2013, la population âgée de 15 à 64 ans s'élevait à 2 536 personnes, parmi lesquelles on comptait 75,1 % d'actifs dont 66,2 % ayant un emploi et 9 % de chômeurs.
On comptait 1 765 emplois dans la zone d'emploi. Le nombre d'actifs ayant un emploi résidant dans la zone étant de 1 687, l'indicateur de concentration d'emploi est de 104,7 %, ce qui signifie que la commune offre plus d'un emploi par habitant actif.
1 594 des 1 686 personnes âgées de quinze ans ou plus (soit 94,6 %) sont des salariés. 83,6 % des actifs travaillent hors de la commune de résidence.

### Entreprises
Au 1er janvier 2014, Aulnat comptait 132 entreprises : 15 dans l'industrie, 28 dans la construction, 73 dans le commerce, les transports et les services divers et 16 dans le secteur administratif.
En outre, elle comptait 165 établissements.
Au 31 décembre 2013, elle comptait 208 établissements actifs (1 280 postes salariés), dont la répartition est la suivante :
| Secteur d'activité    | Agriculture | Industrie | Construction | Commerce, transports, services divers | Administration publique, enseignement, santé, action sociale |
| --------------------- | ----------- | --------- | ------------ | ------------------------------------- | ------------------------------------------------------------ |
| Établissements actifs | 0 %         | 6,3 %     | 15,9 %       | 63 %                                  | 14,9 %                                                       |
| Postes salariés       | 0 %         | 33,2 %    | 4,6 %        | 43,5 %                                | 19,7 %                                                       |

### Agriculture
Au recensement agricole de 2010, la commune comptait une seule exploitation agricole (surface agricole utile de quarante hectares), contre trois en 2000 et cinq en 1988. Ce nombre est en nette diminution par rapport à 2000 (3) et à 1988 (5).

### Industrie
La sucrerie de Bourdon a produit du sucre à partir de betterave de 1835 à  2019.

### Commerce et services
La base permanente des équipements de 2015 recense onze commerces : une supérette, cinq boulangeries, trois librairies-papeteries ou vendeurs de journaux, une parfumerie et un fleuriste.

### Tourisme
Au 1er janvier 2016, la commune ne comptait ni hôtels, ni campings, ni aucun autre hébergement collectif.

## Culture locale et patrimoine

### Lieux et monuments
- Église Saint-Rustique, édifiée du IXe et XIXe siècles.

### Patrimoine culturel

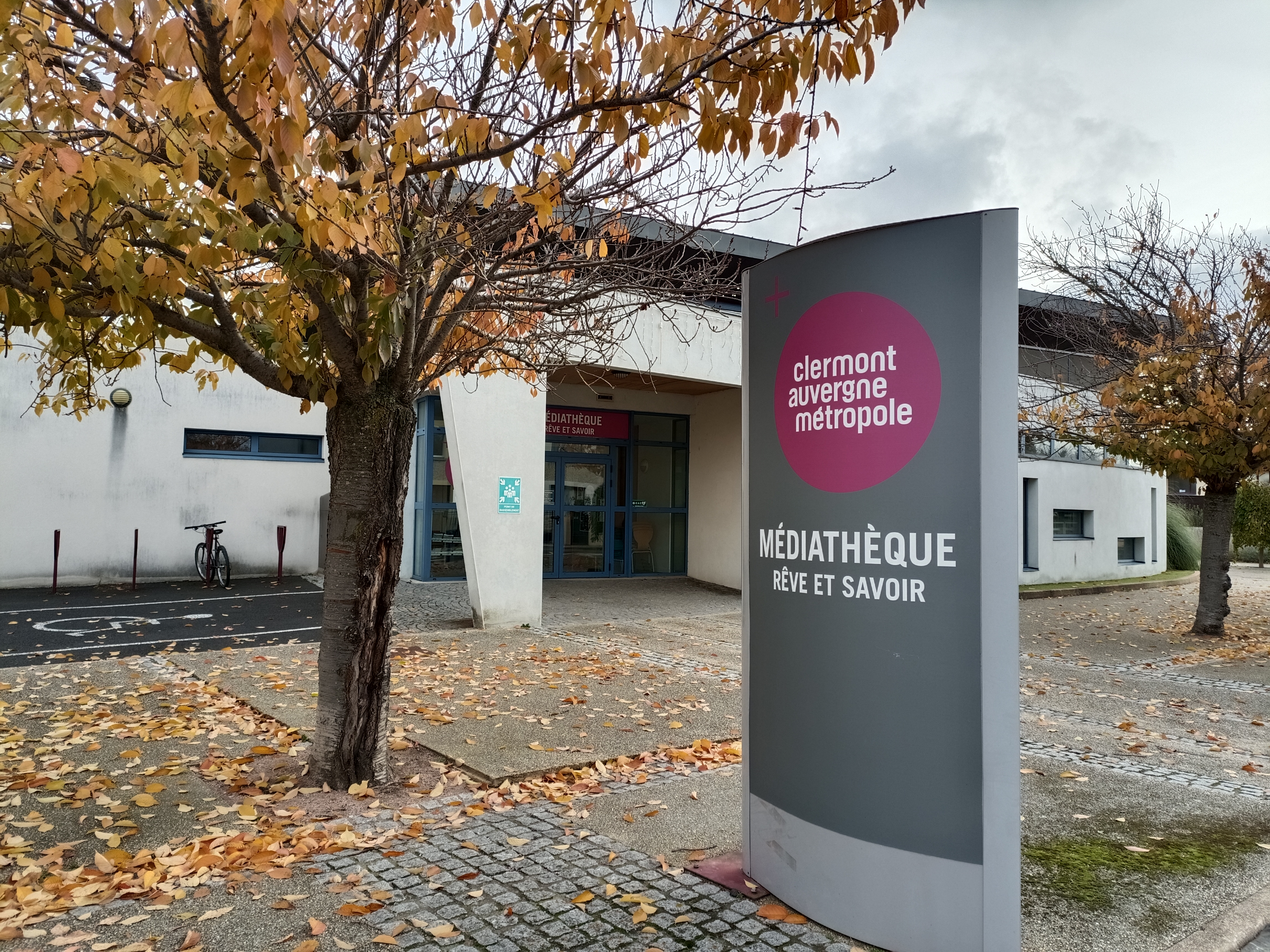
Médiathèque d'Aulnat

- Médiathèque « Rêve et savoir »[AUL 9] du réseau des bibliothèques et médiathèques de Clermont Auvergne Métropole.

### Personnalités liées à la commune
- Jean Montaurier (1906-1992), écrivain, est né à Aulnat.
- Marinette Menut (1914-1944), résistante, est retrouvée enterrée dans un trou d'obus sur le terrain d'aviation d'Aulnat le 22 novembre 1944.

### Héraldique
| Blason de la ville d'Aulnat | L'écu d'Aulnat se blasonne ainsi : D'azur à la fasce d'or, à l'aulne d'argent brochant sur le tout. Délibération du conseil municipal du 20 janvier 1981. |

|  | Écartelé, au premier de gueules à une betterave d'argent feuillée de sinople et posée en bande, au deuxième et au troisième d'or à un avion de gueules posé en barre, au quatrième de gueules à une marguerite d'argent boutonnée d'or, tigée et feuillée de sinople. |

## Pour approfondir